# Suisse aux Jeux olympiques d'hiver de 1984
Cet article contient des informations sur la participation et les résultats de la Suisse aux Jeux olympiques d'hiver de 1984 à Sarajevo en Yougoslavie. Elle était représentée par 42 athlètes. Ils ont remporté cinq médailles : deux d'or, deux d'argent et une de bronze.

## Médailles
| Médaille                            | Nom                                                           | Sport     | Compétition         |
| ----------------------------------- | ------------------------------------------------------------- | --------- | ------------------- |
| Médaille d'or, Jeux olympiques      | Michela Figini                                                | Ski alpin | Descente femmes     |
| Médaille d'or, Jeux olympiques      | Max Julen                                                     | Ski alpin | Slalom géant hommes |
| Médaille d'argent, Jeux olympiques  | Peter Müller                                                  | Ski alpin | Descente hommes     |
| Médaille d'argent, Jeux olympiques  | Maria Walliser                                                | Ski alpin | Descente femmes     |
| Médaille de bronze, Jeux olympiques | Rico Freiermuth Silvio Giobellina Urs Salzmann Heinz Stettler | Bobsleigh | Bob à quatre hommes |